# داودلی
داودلی، روستایی است از توابع بخش مرکزی شهرستان قوچان در استان خراسان رضوی ایران.
این روستا در فاصله 10 کیلومتر شهرستان قوچان قرار دارد.به دلیل داشتن امکانت دراین مناطق چند روستا
درکنار هم قرار گرفته اند.(  _ قرجقه _ آلماجق )

## امکانات
داشتن سالن فوتسال وزمین چمن _ پست بانک_ کتاب خانه _  خانه بهداشت _ جاده آسفالت_ غسالخانه _ مخابرات _گاز

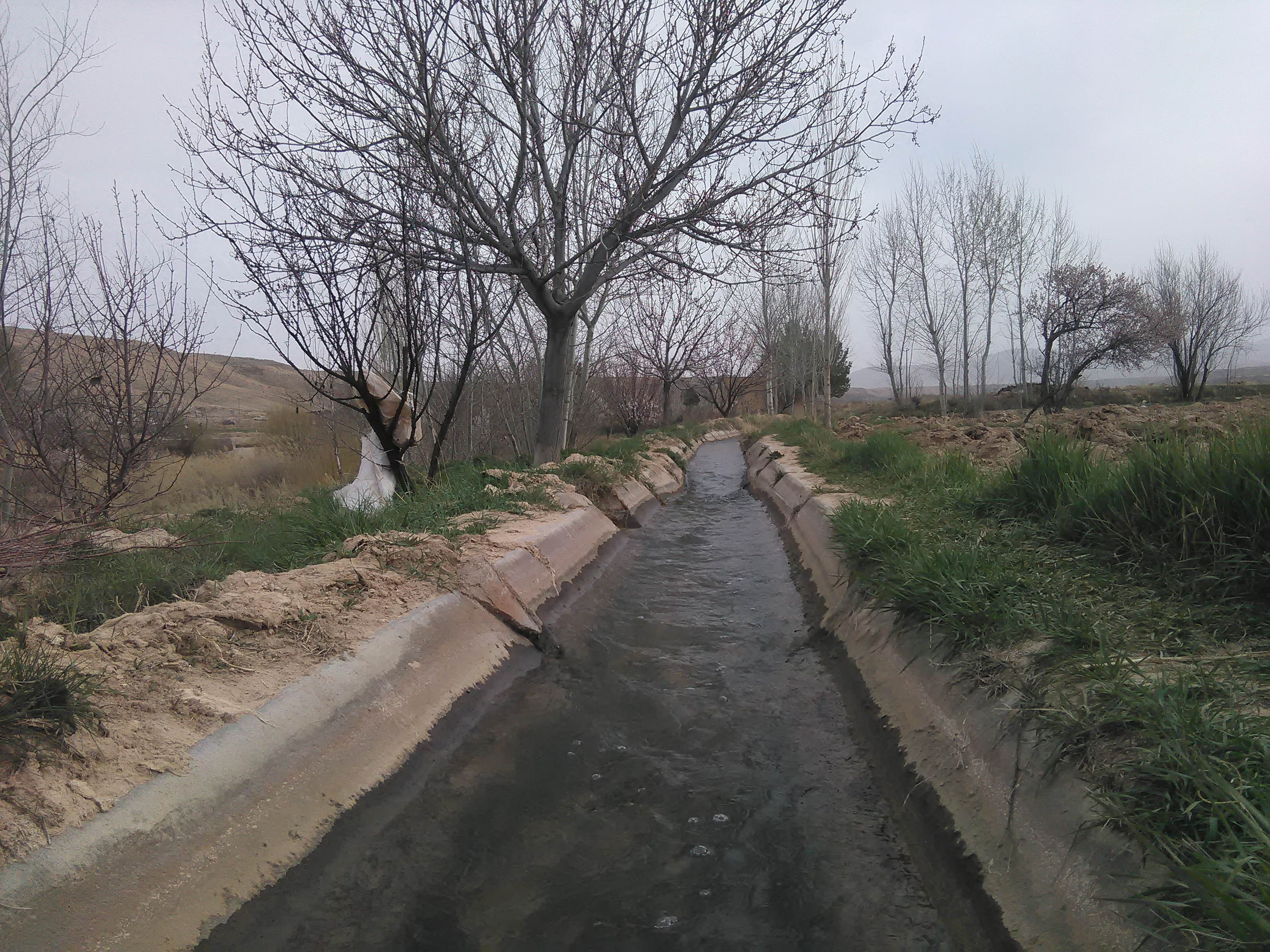
روستای داودلی

## جمعیت
این روستا در دهستان سودلانه قرار داشته و بر اساس سرشماری سال ۱۳۸۵ جمعیت آن ۹۷۱ نفر (۲۵۸ خانوار)و به زبان ترکی خراسانی صحبت می کنند
بوده است.

## منابع

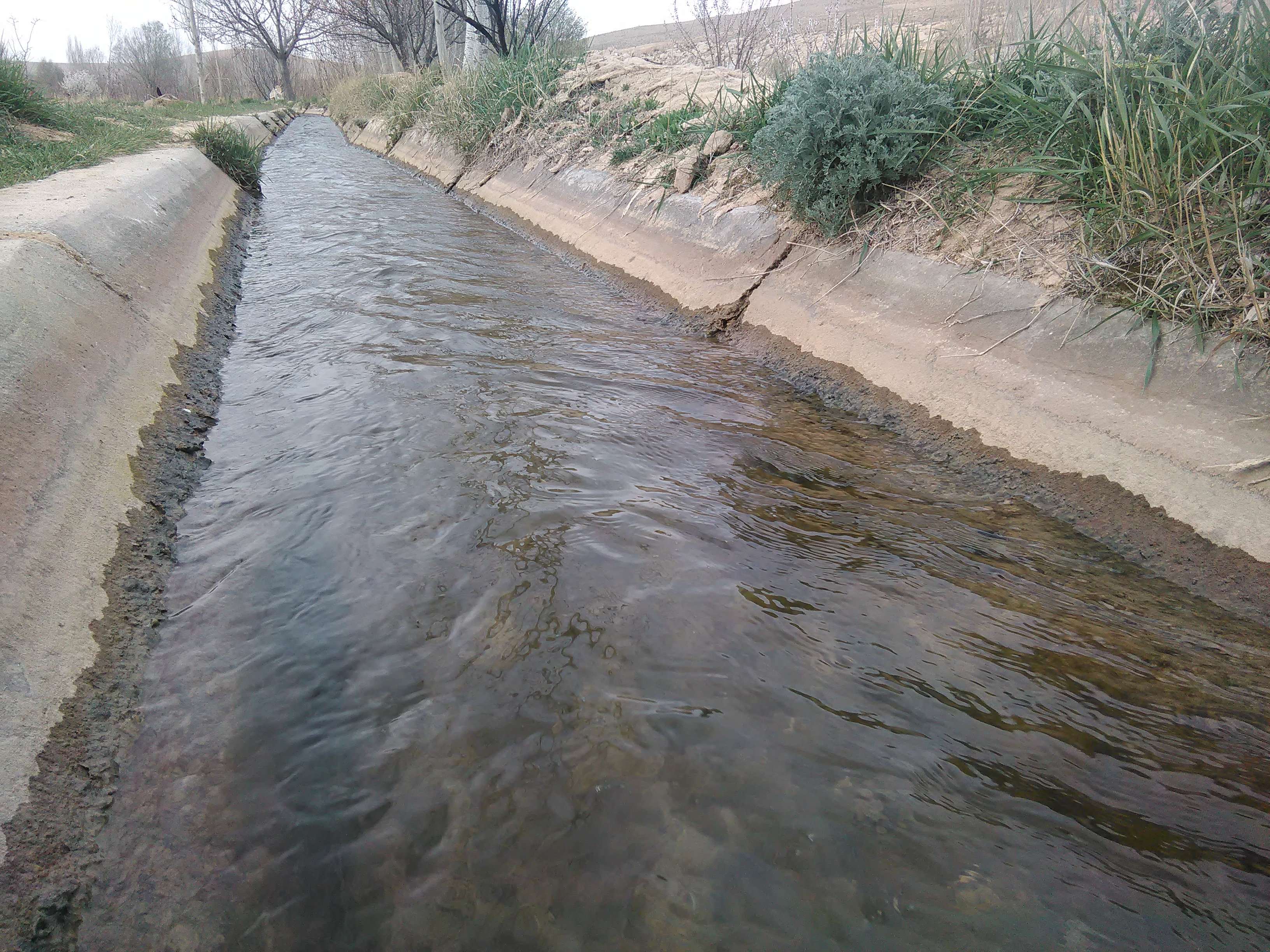
چشمه داودلی